# NGC 2374
NGC 2374 في الفهرس العام الجديد، هو عنقود نجمي، يقع في كوكبة الكلب الأكبر. اكتشف في 31 يناير 1785 . بواسطة ويليام هيرشل .

## روابط خارجية
- NGC 2374 على موقع ويكي سكاي: DSS2, SDSS, GALEX, IRAS, Hydrogen α, X-Ray, Astrophoto, Sky Map, Articles and images